# Cozedura
Cozedura, cozimento ou cocção é uma técnica culinária que consiste na preparação de alimentos mediante a utilização de calor, com o intuito de viabilizar ou facilitar a ingestão. Cientistas ofereceram evidências arqueológicas de que humanos anatomicamente modernos estavam assando e comendo amidos de plantas há 120 mil anos.
Dentre as fontes de calor mais utilizadas, a mais antiga é o fogo. Posteriormente passaram a ser utilizadas também a energia elétrica e as microondas.
Além da fonte de calor, muitas vezes será necessária a utilização de um ambiente de preparação dos alimentos. O utensílio culinário mais utilizado com esta finalidade é a panela. A panela permite reter os alimentos em posição tal que a fonte de calor tenha condições de transferir energia térmica para os mesmos.
Também é comum a utilização de um catalisador físico, cuja função é agir na interface entre a fonte de calor e o(s) alimento(s) para, deste modo, facilitar a transferência de calor. O catalisador mais comumente utilizado é a água, mas também é comum a utilização de catalisadores tais como o vapor d'água, o azeite, a manteiga, os óleos de sementes, o leite, etc.
Muitos alimentos são cozinhados praticamente só com água (como o cozido à portuguesa), porém outros podem receber alguns temperos, além do sal de cozinha, com a finalidade de regular o sabor do produto final (o alimento preparado e pronto para consumo). Assim, o catalisador (no caso, a água) pode ser utilizado para permitir que os alimentos absorvam não apenas calor, mas também o sabor de produtos auxiliares (temperos) utilizados no processo de cozedura.
A explicação para esta ação da água e de outros líquidos está em suas propriedades solventes: tais propriedades, aliadas a uma elevada temperatura, conduzem à redução das proteínas e dos carboidratos dos alimentos, o que os torna mais macios e, consequentemente, mais fáceis de se mastigar e digerir.

## Tipos de cozedura
Tendo em vista as diferentes fontes de calor existentes, a variedade de utensílios de culinária e os diversos catalisadores que podem ser utilizados, há diferentes formas de se cozinhar os alimentos. Eis alguns exemplos:
- Ao vapor – em que os alimentos (geralmente vegetais) cozem dentro de um recipiente que, por sua vez, é colocado dentro de uma panela com água fervente (mas sem contacto direto com o líquido). Neste caso, o catalisador (vapor d'água) exerce sobre os alimentos uma pressão menor que a exercida pela água, por exemplo;
- À pressão – cozedura mais rápida, dentro de uma panela de pressão. Neste caso, o catalisador (água sob pressão) exerce sobre os alimentos uma pressão maior que a exercida pela água fervente a céu aberto (a pressão dentro da panela é aproximadamente o dobro da pressão atmosférica ao nível do mar). A vantagem da panela de pressão reside no fato de que a água, sob pressão atmosférica normal, entra em ebulição a 100 °C. Porém, sob pressão maior, a temperatura necessária para ferver a água também passa a ser maior (cerca de 120 °C). Como a água absorve mais calor e só começa a ferver depois que passa dos 120 °C, os alimentos são cozidos a uma temperatura mais elevada e, consequentemente, cozinham mais rápido.